# هاري نيل
هاري نيل هو لاعب هوكي الجليد كندي، ولد في 9 مارس 1937 في سارنيا في كندا.

## وصلات خارجية
- هاري نيل على موقع EliteProspects.com (الإنجليزية)
- هاري نيل على موقع HockeyDB.com (الإنجليزية)